# Єршов Андрій Петрович
Андрі́й Петро́вич Єршо́в (19 квітня 1931, Москва — 8 грудня 1988, Москва) — радянський програміст і математик, один з творців «шкільної інформатики», лідер у галузі теорії й автоматизації програмування, основні праці якого охоплюють теоретичне й системне програмування, мови програмування, теорію схем програм, мішані обчислення.

## Біографія
Народився в Москві в родині інтелігентів: батько був інженером-хіміком, мати — бібліотекаркою.
У 1943 році батьки А. П. Єршова переїжджають у Сибір, до міста Кемерово, де Андрій Петрович в 1949 році закінчив середню школу.
Того ж року вступає на фізико-технічний факультет Московського університету, збираючись стати фізиком. Однак на цьому факультеті йому вчитися не довелось, але було дозволено перевестися на механіко-математичний факультет того ж університету.
На механіко-математичному факультеті А. П. Єршов став спеціалізуватися за кафедрою обчислювальної математики, якою керував академік С. Л. Соболєв, а на останніх курсах під впливом О. А. Ляпунова захопився програмуванням.
У 1953 році, ще бувши студентом, влаштувався на роботу в Інститут точної механіки та обчислювальної техніки (Москва), де складався один з перших радянських колективів програмістів, і брав участь у підготовці приймальних випробувань однієї з перших радянських обчислювальних машин «БЭСМ».
У 1954 році А. П. Єршов закінчив університет — це був перший у радянських ВНЗ масовий випуск за фахом «програмування».
У тому ж році його приймають в аспірантуру в Московському університеті, яку він закінчує в 1957 році. В аспірантурі працює під керівництвом О. А. Ляпунова й на початок 1958 року завершує підготовку кандидатської дисертації, присвяченої поняттю операторного алгорифму. Однак у зв'язку з настороженим ставленням математиків у той період до нової науки — програмування — захистити дисертацію йому вдається тільки в 1962 році.
У 1957 році А. П. Єршов стає завідувачем відділом автоматизації програмування у щойно створеному Обчислювальному центрі АН СРСР.
У зв'язку зі створенням Сибірського відділення АН СРСР на прохання директора Інституту математики СВ АН СРСР академіка C. Л. Соболєва приймає обов'язки організатора й фактичного керівника відділу програмування цього інституту. В 1960 році стає й формальним керівником цього відділу й остаточно переїжджає в Сибір.
Докторську дисертацію з методів побудови трансляторів захищає в 1968 році і за два роки стає членом-кореспондентом (1970), а в 1984 році — академіком АН СРСР.
Надалі, після створення Г. І. Марчуком Обчислювального центру СВ АН СРСР (1964), переходить на роботу в цей центр (завідувачем відділом і відділенням). Тут починається науково-педагогічна робота А. П. Єршова: він не тільки стає ідейним керівником і неформальним главою великої й активної спільноти новосибірських програмістів — школи системного й теоретичного програмування, дослідження якої складалися з робіт його учнів і послідовників у різних новосибірських інститутах, — але й приступає до виконання обов'язків професора в Новосибірському університеті (з 1969).
Завдяки науковій прозірливості, А. П. Єршов одним із перших у країні усвідомив ключову роль обчислювальної техніки в прогресі науки й суспільства й від початку 1980-х років почав активно займатися педагогічною діяльністю, спрямованою на просування програмування, а потім й інформатики в систему освіти, а також масову свідомість.
У Новосибірську під патронатом А. П. Єршова були розпочаті експерименти з викладання програмування, а потім й інформатики, школярам. Під цей освітній проєкт було розроблено комп'ютер «Агат», навчальну систему «Школярка» і мову «РАПІРА».
У 1985-86 роках А. П. Єршов разом із групою співавторів підготували й випустили пробні навчальні посібники для середніх навчальних закладів «Основи інформатики й обчислювальної техніки» (частина I і частина II — для 9-10 класів) і під його науковим керівництвом почалося викладання інформатики як навчального предмета у всіх школах Радянського Союзу.
Для запису алгоритмів у пробних навчальних посібниках уперше було застосовано Алгол-подібну мову з російською нотацією (так звану «навчальну алгоритмічну мову»). Для неї через нетривалий час на механіко-математичному факультеті МДУ було створено «комп'ютерну реалізацію» — компілятор, який дістав назву «Е-практикум» і був досить швидко портований на всі типи «шкільних» комп'ютерів.
Академік А. П. Єршов залишив багату наукову й творчу спадщину, що охоплює понад 200 книг, статей, препринтів, багато передмов, редакційних статей, відгуків тощо, а також газетних публікацій тощо.

## Нагороди
Обраний членом Американської асоціації обчислювальних машин (1965), почесним членом Британського комп'ютерного товариства (1974).
За істотний внесок у теорію мішаних обчислень А. П. Єршову присуджено премію імені О. М. Крилова АН СРСР (1984). Також його відзначено премією Ради Міністрів СРСР (1985). Нагороджений двома орденами Трудового Червоного Прапора (1967, 1975), орденом «Знак Пошани» (1981).